# Amoureux de Hasanlu
Les amoureux de Hasanlu sont des restes humains découverts en 1972 par une équipe de l'université de Pennsylvanie, dirigée par Robert Dyson sur le site archéologique de Teppe Hasanlu situé dans la vallée de Solduz en Iran.
La photographie de la découverte consiste en deux squelettes humains apparemment dans une position d'étreinte, ce qui a valu à la photographie son titre Les amoureux d'Hasanlu ou Le baiser qui dure depuis plus 2 800 ans[réf. nécessaire]. Bien que certaines sources identifiaient dès les années 1970 les squelettes comme étant tous deux de sexe masculin, la grande majorité des experts se rejoignaient pour affirmer que celui de gauche était celui d'une femme et celui de droite celui d'un homme, jusqu'à ce que des analyses génétiques modernes entreprises par David Reich à l'université de Harvard confirment hors de tout doute que le squelette de gauche était lui aussi celui d'un homme.
Les squelettes ont été découverts dans une fosse sans aucun autre objet à proximité, à l'exception d'une dalle de pierre sous la tête d'un des squelettes. Leur mort est datée d'environ 800 ans avant Jésus-Christ, lors de la destruction de la citadelle de Teppe Hasanlu. Ils sont probablement morts d'asphyxie.